# لوئیس کوردس
لوئیس کوردس (انگلیسی: Luis Coordes؛ زادهٔ ۲ ژانویهٔ ۱۹۹۹) بازیکن فوتبال اهل جمهوری دومینیکن است.
از باشگاه‌هایی که در آن بازی کرده‌است می‌توان به باشگاه فوتبال سن پائولی اشاره کرد.
وی همچنین در تیم ملی فوتبال جمهوری دومینیکن بازی کرده‌است.